# Nolberget-Missunnebäcken
Nolberget-Missunnebäcken är ett naturreservat i Skövde kommun i Västra Götalands län.
Området är skyddat sedan 2008 och omfattar 68 hektar. Det är beläget öster om Lerdala och består av lövskogar med gamla, grova askar och almar.

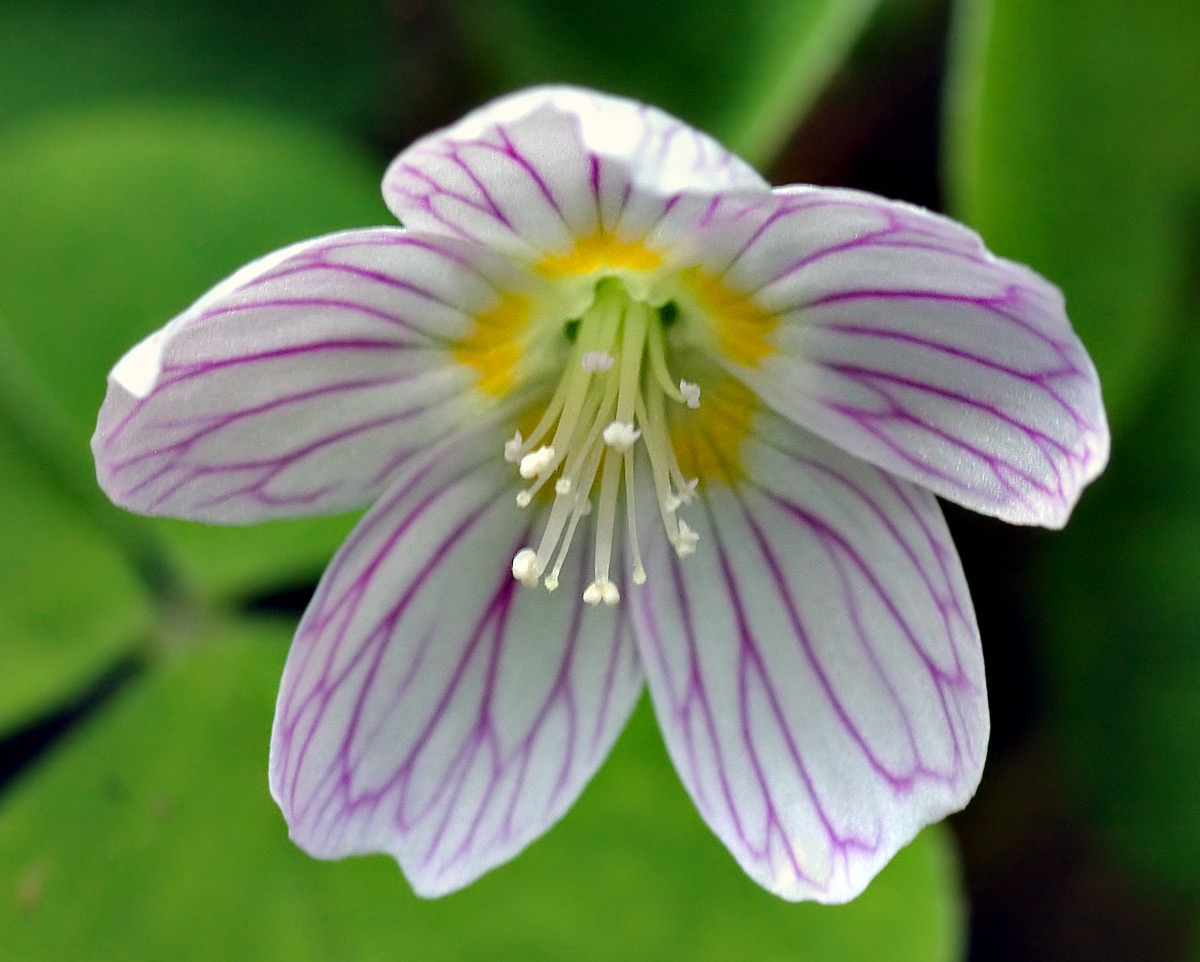
Harsyrans blomma

Naturreservatet ligger på Billingens blockrika nordvästra brant. Där växer äldre blandskogar med stort inslag av ädellöv och död ved. Nedanför branten finns äldre lövskog, lövsumpskog och lövrika hagmarker. I sluttningen finns flera källor och två bäckar rinner nerför branten.  
I branten växer många sällsynta mossor, lavar och svampar. Den känsliga lunglaven förekommer i stort antal. En rik svampflora finns i de äldre hasselbestånden. Blommorna kransrams, springkorn, myskmadra och vårärt förekommer och anses hotade. 
Liksom i närliggande Vallebygden finns rikligt med kulturspår såsom odlingsrösen, stenmurar, enstaka husgrunder, hamlade träd och spår efter äldre vägar.
Området ingår i EU:s ekologiska nätverk av skyddade områden, Natura 2000. 